# Simpang Tiga Jaya
Simpang Tiga Jaya is een bestuurslaag in het regentschap Ogan Komering Ilir van de provincie Zuid-Sumatra, Indonesië. Simpang Tiga Jaya telt 1956 inwoners (volkstelling 2010).